# Charles Thomas Jackson
Charles Thomas Jackson, född 21 juni 1805 i Plymouth, Massachusetts, död 28 augusti 1880 i Somerville, Massachusetts, var en amerikansk läkare, kemist och geolog.
Jackson upptäckte 1841/42 i självförsök att etrar kan användas för bedövning. På grund av Jacksons rekommendation använde tandläkaren William Thomas Green Morton 1846 etrar för första gången vid en tandoperation.